# ゼバスティアン・ミュンスター

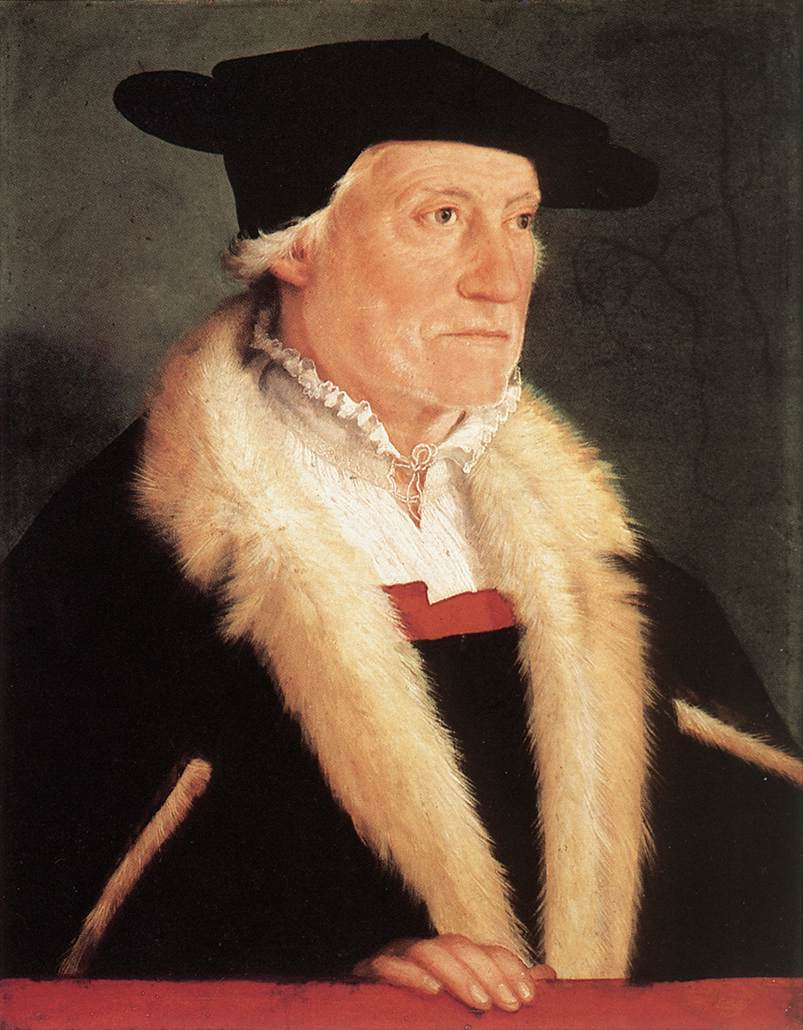
ゼバスティアン・ミュンスターの肖像画。クリストフ・アンベルガー作、1552年頃。

ゼバスティアン・ミュンスター（ドイツ語: Sebastian Münster、1488年1月20日 - 1552年5月26日）は、神聖ローマ帝国の地図学者、宇宙誌制作者、キリスト教ヘブライ学者。1544年の作品『コスモグラフィア』はドイツ語による世界の記述としては最初である。

## 生涯

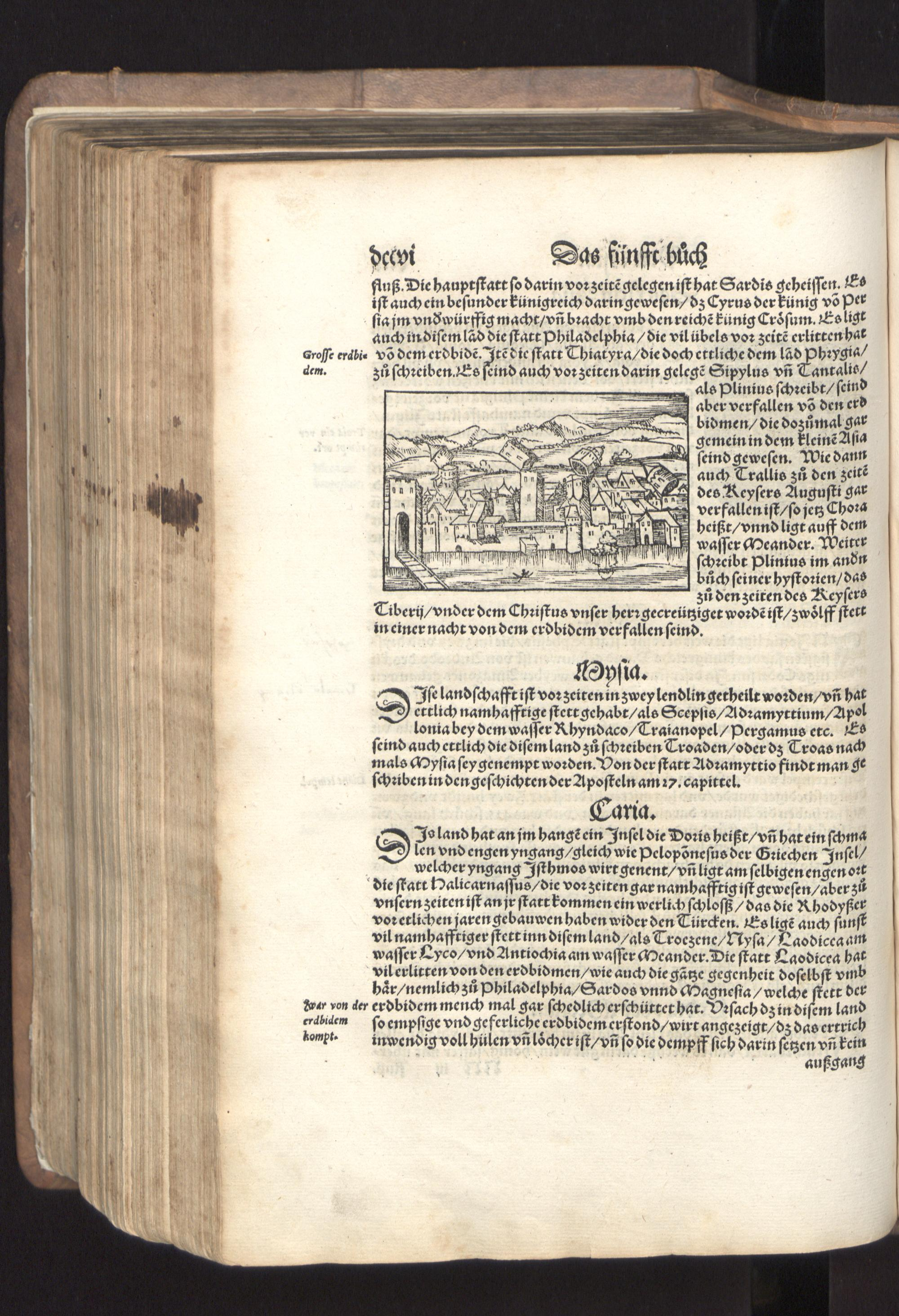
『コスモグラフィア』

アンドレアス・ミュンスター（Andreas Münster）の息子として、マインツ近くのインゲルハイムで生まれた。両親などの先祖は農民だった。1505年、フランシスコ会に入った。その4年後、修道院に入り、コンラート・ペリカンの学生として5年間過ごした。1518年、テュービンゲン大学で学業を終えた。卒業論文の指導教員はヨハンネス・シュテッフラーだった。
1529年、カルヴァン派の支配するバーゼル大学での辞令を受けるために、フランシスコ会から離れてルター教会に入った。彼は長らくルター教会に興味を持っており、ドイツ農民戦争のときは修道士としてたびたび攻撃された。ヘブライ語の教授でエリア・レヴィタの門弟の1人でもあり、ヘブライ語聖書（2巻、バーゼル、1534年 - 1535年）、並びにそのラテン語訳と多くの注釈を編集した。ヘブライ語聖書を出版した初のドイツ人である。
ヘブライ語の文法書を数冊出版したほか、Grammatica Chaldaica（バーゼル、1527年）をはじめて記述した。ほかにもDictionarium Chaldaicum（1527年）、Dictionarium trilingue（ラテン語、ギリシャ語、ヘブライ語の「三語辞書」、1530年）を著述した。
1536年、Mappa Europae（「ヨーロッパの地図」）を出版した。1537年、改宗させたスペインのユダヤ人から取得したマタイによる福音書のヘブライ語版を出版した。1540年、クラウディオス・プトレマイオスの『ゲオグラフィア』のラテン語版をイラスト付きで出版した。1550年版では都市、肖像画、衣装の画像も含まれた。これらはドイツで出版された。ほかにもHorologiographia（日時計制作に関する論文、バーゼル、1531年）、Organum Uranicum（惑星の動きに関する論文、1536年）を著述した。
1544年の作品『コスモグラフィア』はドイツ語による世界の記述としては最初である。ほかにもラテン語、フランス語、イタリア語、英語、チェコ語で出版された。 コスモグラフィアは16世紀で最も成功した、最も人気な作品の1つであり、100年の間に24版が出版された。この成功はハンス・ホルバイン、ウルス・グラフ、ハンス・ルドルフ・マヌエル・ドイッチュ、ダヴィッド・カンデルらによる素晴らしい木版画、そしてはじめて「当時知られた四大洲、すなわちアメリカ、アフリカ、アジア、ヨーロッパを別々に分けた地図」を導入したことによる。16世紀のヨーロッパで地理学を再生する著作となり、最後のドイツ語版は死去から数十年後の1628年に出版された。
ヘブライ語聖書（Hebraica Biblia）の翻訳者としても知られており、彼は1546年にバーゼルでその翻訳を2巻にわけて出版した。 うち第1巻は創世記から列王記下までを含み、ヘブライ語聖書における並び順に従った。第2巻は大預言書と小預言書、詩篇、ヨブ記、箴言、ダニエル書、歴代誌、5つの巻物（雅歌、ルツ記、哀歌、コヘレトの言葉、エステル記）を含む。
1551年、バーゼルでRudimenta Mathematicaを出版した。
1552年、バーゼルでペストにより死去。彼の墓石では彼がドイツ人のエズラとストラボンと形容された。

## ギャラリー

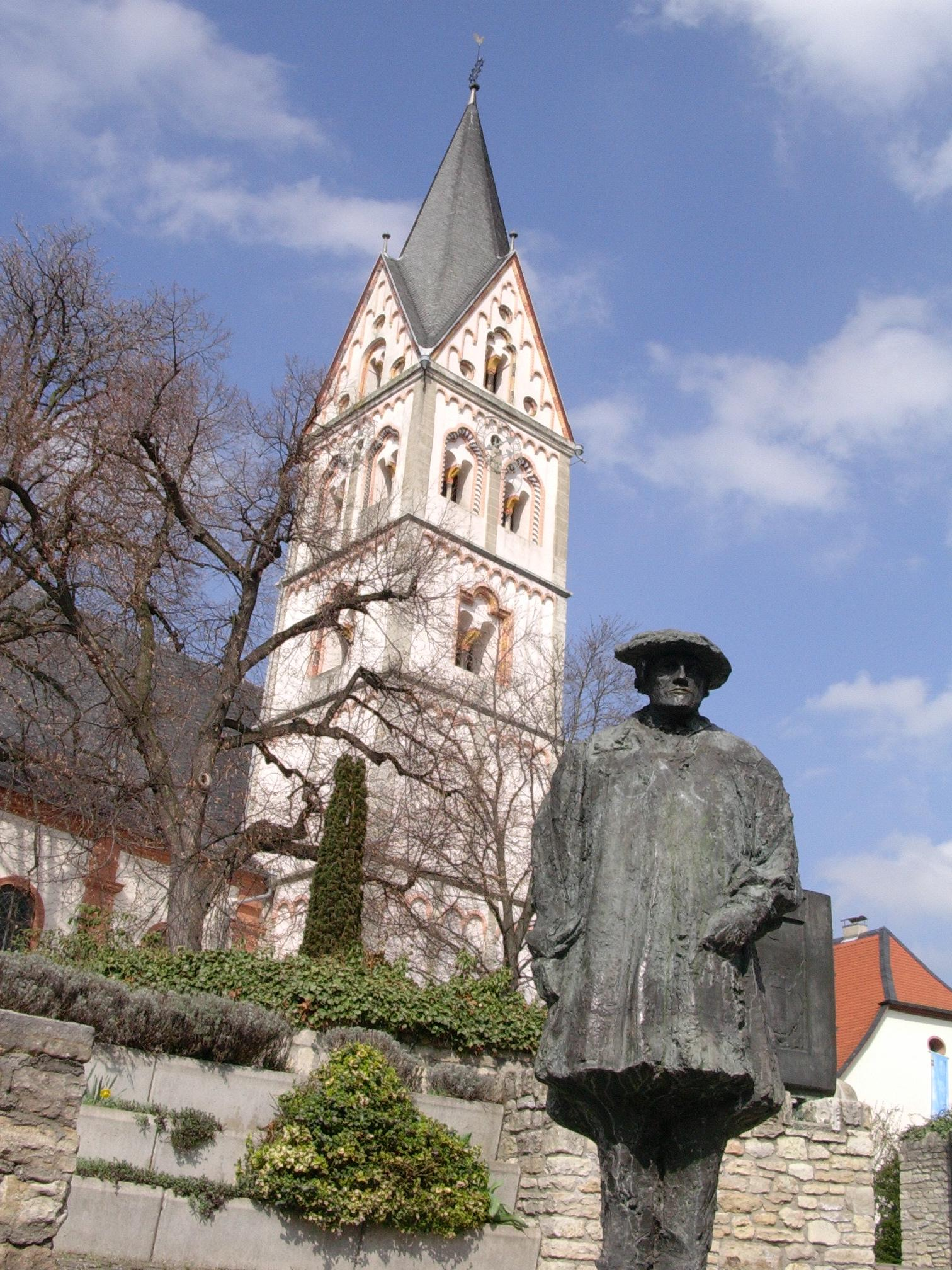
インゲルハイムの聖レミギウス教会の前にあるゼバスティアン・ミュンスターの彫像
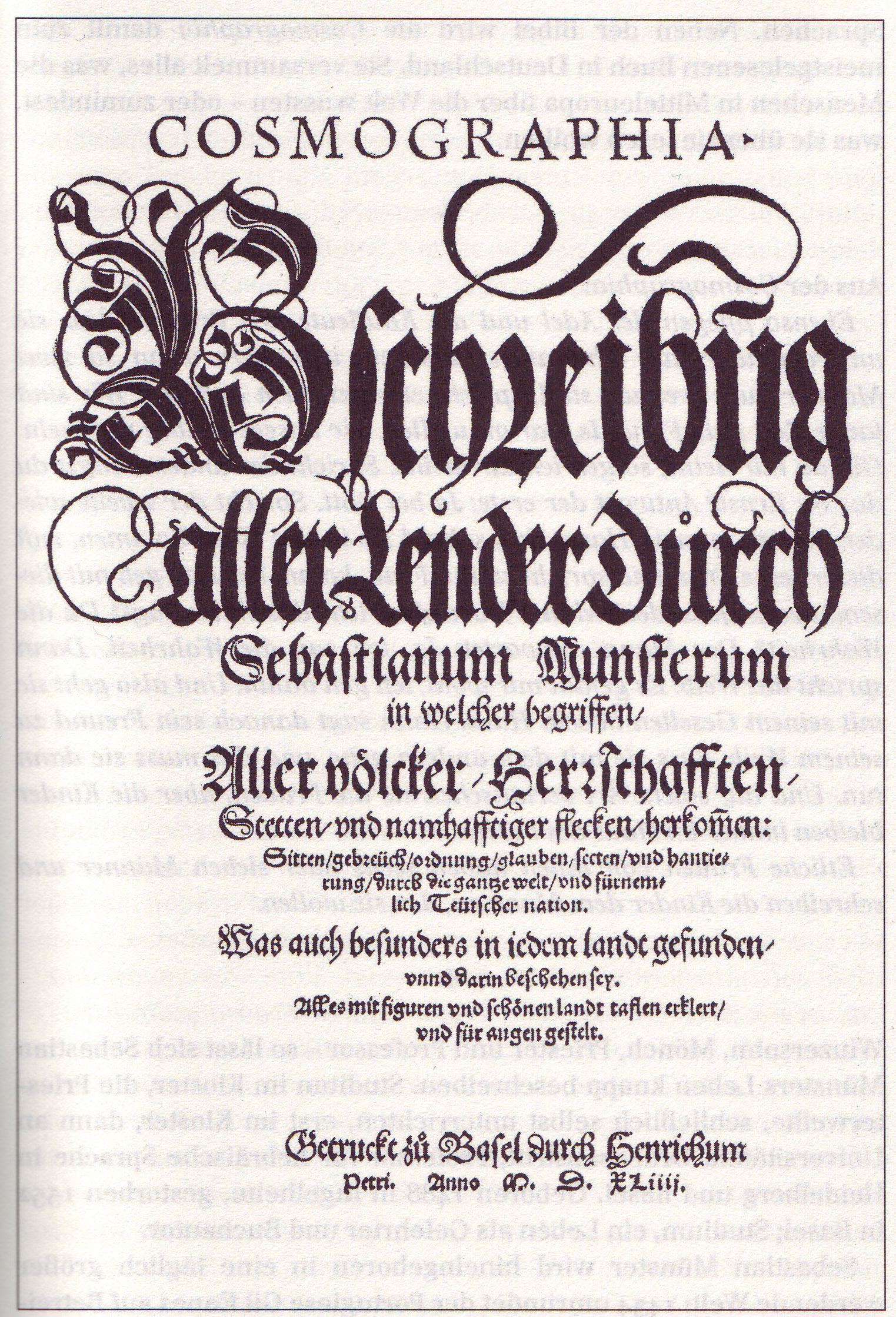
『コスモグラフィア（英語版）』の初版の表紙
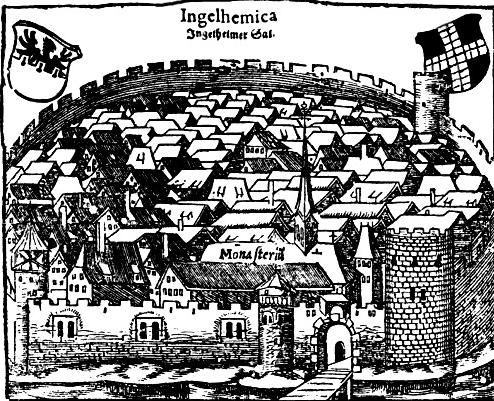
『コスモグラフィア』にある、ミュンスターの出身地インゲルハイムに関する記述
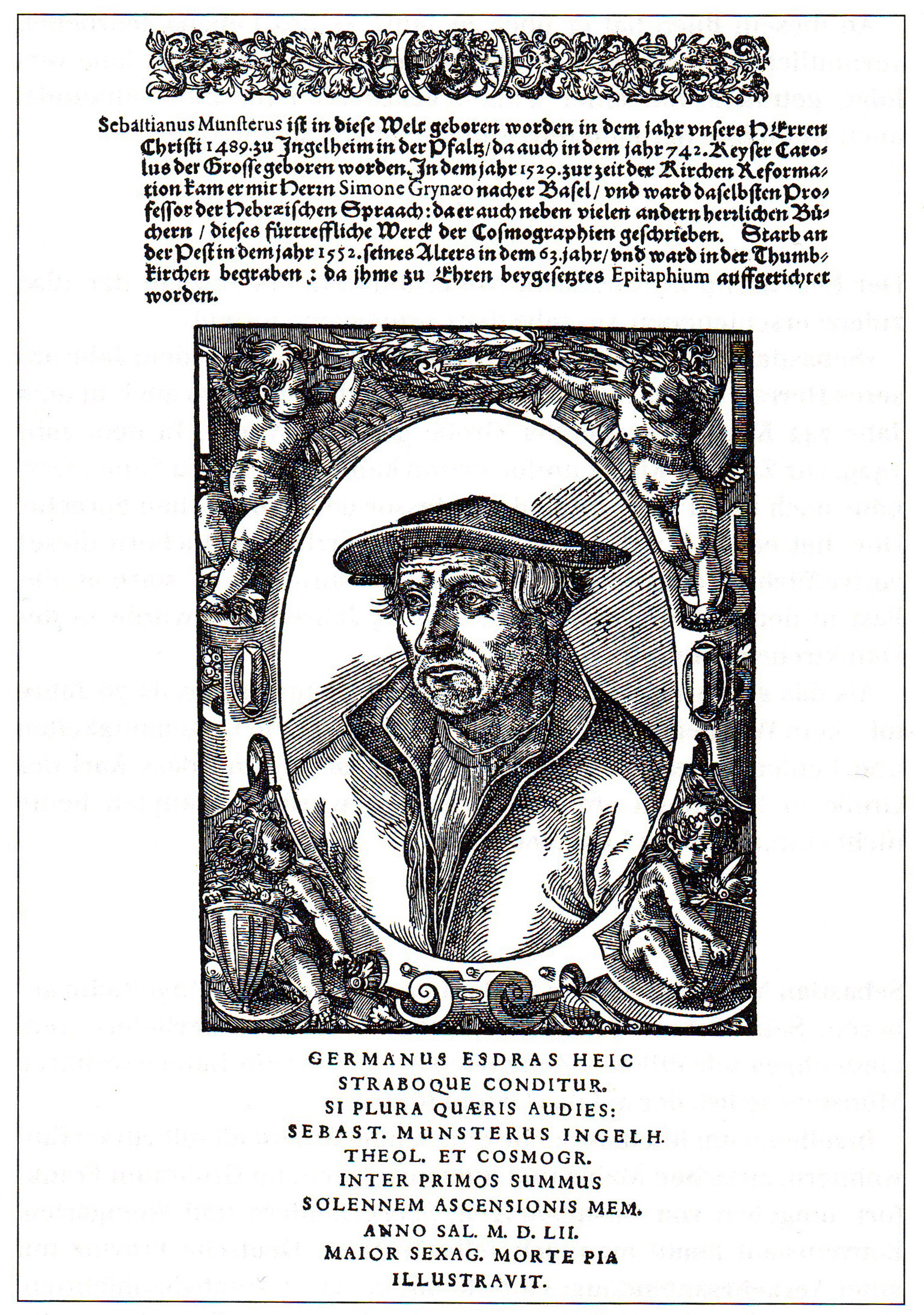
『コスモグラフィア』1628年版にある、ゼバスティアン・ミュンスターの肖像画
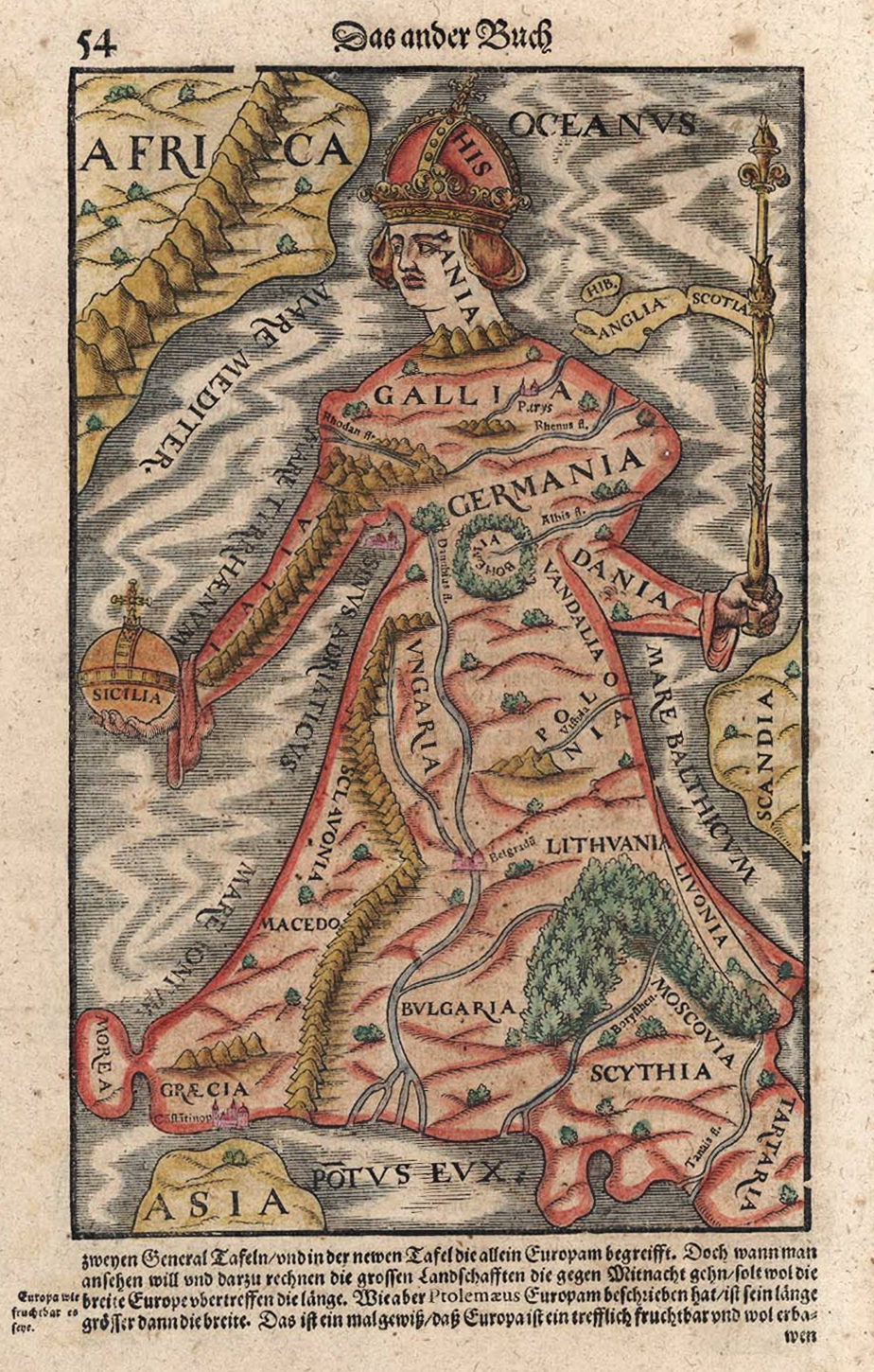
『コスモグラフィア』1570年版にある、エウローパ・レギナ（英語版）の画像
1544年に書かれ17世紀前半まで5か国語で合計35版発行された中世のベストセラー、ドイツ人ゼバスティアン・ミュンスターによる著作「Cosmographia」に掲載されているアメリカ図。東アジア北東の多島海の中、歪な北アメリカのすぐ西にジパングが記されている。綴りは「Zipangri」（ジパングリ）となっている。本図は1561年の版からの着色図である。